# Grafo de Holt
No campo da matemática da teoria dos grafos o grafo de Holt ou grafo de Doyle é o menor grafo meio-transitivo, ou seja, o menor exemplo de grafo vértice-transitivo e aresta-transitivo que não é também simétrico. Esses grafos não são comuns. É nomeado em honra a Peter G. Doyle e Derek F. Holt, que descobriram o mesmo grafo de forma independente em 1976 e 1981 respectivamente.
O grafo de Holt tem um diâmetro de 3, raio 3, cintura 5, número cromático 3, índice cromático 5 e é hamiltoniano com 98472 ciclos distintos hamiltonianos. é também um grafo 4-vértice-conectado e 4-aresta-conectado.
Ele tem um grupo de automorfismo da ordem de 54 automorfismos. Este é um grupo menor que um grafo simétrico com o mesmo número de vértices e arestas teria. O desenho do grafo à direita destaca isto, na medida em que carece de simetria reflexiva.
O polinômio característico do grafo de Holt é:
{\displaystyle (x^{3}-6x+2)^{6}(x+2)^{4}(x-1)^{4}(x-4).\ }

## Galeria

O número cromático do grafo de Holt é 3.
O índice cromático do grafo de Holt é 5.
O grafo de Holt é Hamiltoniano.